# Txingudi SBE
El Txingudi Saski Baloi Elkartea (en español significa 'Club de Baloncesto Txingudi') es un club de baloncesto femenino de la localidad de Fuenterrabía, (Guipúzcoa) España. Su primer equipo sénior, conocido como Hondarribia-Irun, jugó durante once temporadas en la Liga Femenina. Desde 2013 el club trabaja solamente con las categorías inferiores.

## Historia
El actual club es fruto de la fusión en 1999 de los clubes de baloncesto femenino de las localidades guipuzcoanas de Irún y Fuenterrabía (Hondarribia en euskera): el Hondartza Saski Baloi Elkartea de Fuenterrabía y el Club Amigos del Baloncesto de Irún. El nombre de Txingudi Saski Baloi Elkartea alude al nombre de la comarca formada por ambas localidades y el equipo sénior compite por ello bajo la denominación de Hondarribia-Irun. La sede del club es el polideportivo Hondartza, donde juega, que se encuentran en Fuenterrabía.
En 1976 se funda en Fuenterrabía el Club de Baloncesto Femenino Fuenterrabía, que un año más tarde modificaría su nombre al euskera pasando a llamarse Hondarribia Basket Elkartea. Este club se fusionaría en 1987 con la sección de baloncesto femenino del Club Deportivo Landetxa de Irún. El nuevo club recibiría el nombre de Hondartza Saski Baloi Elkartea.
La otra pata del club, el Club Amigos del Baloncesto nació en 1978 en Irún.
En 2001 logran por primera vez el ascenso a la Liga Femenina de Baloncesto de España. Tras descender a la Liga Femenina 2, el Hondarribia-Irun vuelve a obtener el ascenso en 2003. En estos últimos años se ha consolidado como uno de los equipos más potentes del baloncesto femenino en España, habiendo finalizado en 4ªy 3ª posición en la Liga, obteniendo el pase para jugar competiciones europeas (Eurocopa femenina) y habiendo llegado a semifinales de la Copa de la Reina.
Debido a motivos económicos, en verano de 2013 el club opta por no participar en la siguiente edición de la Liga Femenina y dedicarse de manera exclusiva al baloncesto de formación.